# تالی (فیلم ۲۰۰۰)
تالی (انگلیسی: Tully) فیلمی به کارگردانی هیلاری بیرمنگام است که در سال ۲۰۰۰ منتشر شد. از بازیگران آن می‌توان به گلن فیتزجرالد، انسون مونت و جولیان نیکلسون اشاره کرد.